# Romanillos de Atienza
Romanillos de Atienza è un comune spagnolo di 54 abitanti situato nella comunità autonoma di Castiglia-La Mancia.